# Pseudocella tenuis
Pseudocella tenuis är en rundmaskart som beskrevs av Nikolai Nikolaievich Filipjev 1946. Pseudocella tenuis ingår i släktet Pseudocella och familjen Leptosomatidae. Inga underarter finns listade i Catalogue of Life.